# Frankie Corio
Francesca Corio (ur. 7 lipca 2010 w Livingston) – szkocka aktorka. Znana z głównej roli w filmie Aftersun (2022), za którą otrzymała nominacje od m.in. Critics’ Choice i British Independent Film Awards.
Rolę w Aftersun dostała dzięki mamie, która wysłała jej zdjęcie do casting 

## Filmografia[1]
| Rok  | Tytuł      | Rola   | Reżyser         | Uwagi           |
| ---- | ---------- | ------ | --------------- | --------------- |
| 2022 | Aftersun   | Sophie | Charlotte Wells |                 |
|      | The Bagman | Emily  | Colm McCarthy   | w postprodukcji |

## Nagrody i nominacje[3]
- 2022 – nominacja do Gotham w kategorii najlepsza przełomowa rola aktorska za Aftersun[4]
- 2022 – nominacja do BIFA(inne języki) w kategorii najlepszy debiut aktorski za Aftersun[5]
- 2022 – nominacja do BIFA(inne języki) w kategorii najlepszy łączony występ aktorski za Aftersun[6]
- 2023 – nominacja do Critics’ Choice w kategorii najlepszy młody aktor/aktorka za Aftersun[7]
- 2023 – nominacja do Film Independent Spirit Awards w kategorii najlepszy debiut aktorski za Aftersun[8]